# 食虫植物 (1989年书籍)
《食虫植物》（The Carnivorous Plants）是由巴里·E·朱尼珀（Barrie E. Juniper）、理查德·E·朱尼珀（Richard J. Robins）和丹尼尔·M·乔尔（Daniel M. Joel）出版于1989年食虫植物专著。该书由这三位作者在牛津大学植物学学校编著超过8年。

## 主要内容
其英文名与弗朗西斯·欧内斯特·劳埃德1942年的著作同名，但该著作更着重于作者专业的生理学和生物化学。内容组织也与劳埃德不同，其以生物学机制进行编著，而不是属。
该书有两篇附录：第一篇为瑞贝卡·梅里特·奥斯汀（Rebecca Merritt Austin）与W·M·坎比（W. M. Canby）之间信件交流的总结，W·M·坎比在19世纪70年代对眼镜蛇瓶子草（Darlingtonia californica）进行了实地考察；第二篇为马修·杰布对巴布亚新几内亚猪笼草的观察报告。该书包含了1160条参考文献及174张黑白照片。其被评价为自1875年查尔斯·达尔文和1942年劳埃德的著作后，第三本关于食虫植物“最为全面的学术著作”。

## 同行评议
唐纳德·施奈尔（Donald Schnell）在1989年6月的《食虫植物通讯》中评述了该书：
|  | 其字体较大，相当易读。其装帧质量中等（书面可弯曲），纸张非全光面，略重，照片印制效果良好。……作者在该书所述领域资历颇深：关于食虫植物综合群的解剖、生理及生化的新概念。……不幸的是，其中也有几处事实性错误和遗漏，尤其是涉及实地植物学、生态学、演化及平原“自然史”时。 |

谈到这本书原价150美元，唐纳德·施奈尔还认为其价格过高。他最后写道：
|  | 除了上述注意事项外，我可以一部稀少的食虫植物著作推荐这本书。作者提出一下新的材料（甚至是劳埃德都忽略了的旧来源）及一下启发性的讨论和概念。但该著作绝不是许多人所希望的百科全书。 |

P·M·史密斯（P. M. Smith）在《New Phytologist》中认为该书提出了“关于植物食虫性的全面生物学，包括最新的事实，有根据的评估及有关形态和生理适应的猜测，及它们是如何起源的。”他还指出，该书“风格不一，叙述迂回”：“更系统化的编辑可使得该书更为简短，清晰及便宜。”
在1991年的《邱园报》（Kew Bulletin）中，马丁·奇克对这本书写道：“其与其他著作不同”且“提供了一个食虫机制的‘现代科学’见解”。不过，他认为该书的编排“对于想要了解某一植物的全部相关信息的人来说非常杂乱”。马丁·奇克还指出了该书存在的一些矛盾和分类错误（如猪笼草属在不同处叙述其存在“7、8”和“14左右”个物种），但他写道：“在这样数个作者合著的著作中存在矛盾也是不可避免的”。